# 拉巴蒂德丰
拉巴蒂德丰（法語：La Bâtie-des-Fonds，法語發音：[la bati de fɔ̃]）是法国德龙省的一个市镇，属于迪镇区。

## 地理
拉巴蒂德丰（44°30'52"N, 5°38'19"E）面积12.12 平方千米，位于法国奥弗涅-罗讷-阿尔卑斯大区德龙省，该省份为法国东南部内陆省份，北起顺时针与伊泽尔省、上阿尔卑斯省、上普罗旺斯阿尔卑斯省、沃克吕兹省和阿尔代什省接壤。
与拉巴蒂德丰接壤的市镇（或旧市镇、城区）包括：拉博姆、拉皮亚尔、圣皮埃尔达尔让松、莱普雷、瓦尔德龙。
拉巴蒂德丰的时区为UTC+01:00、UTC+02:00（夏令时）。

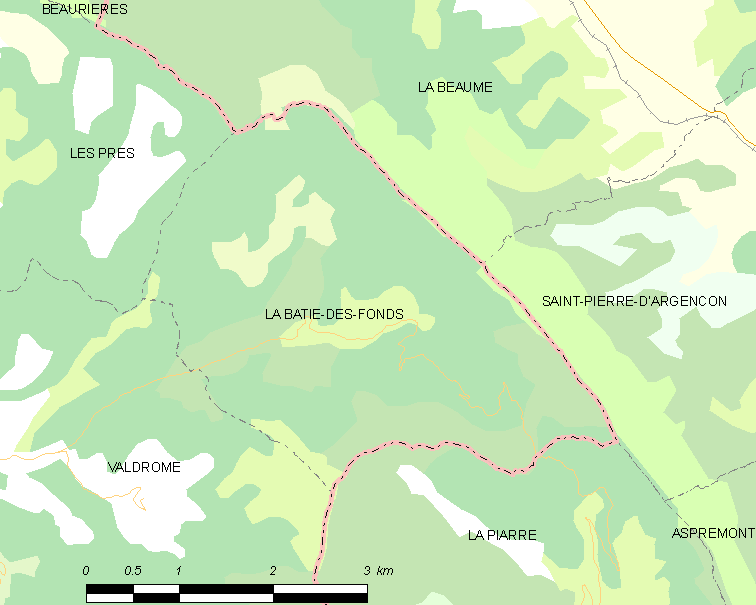
拉巴蒂德丰的OSM定位图

## 行政
拉巴蒂德丰的邮政编码为26310，INSEE市镇编码为26030。

## 政治
拉巴蒂德丰所属的省级选区为迪瓦县。

## 人口

1962-2008年间拉巴蒂德丰人口变化图示

拉巴蒂德丰于2022年1月1日时的人口数量为4人。